# Marcadores serológicos de la celiaquía
Los marcadores serológicos de la enfermedad celíaca o celiaquía son los anticuerpos frente al gluten. Su determinación es el primer paso para el diagnóstico ante la sospecha clínica de una enfermedad celíaca. Se realizan mediante un análisis de sangre. Los empleados habitualmente son los anticuerpos anti-transglutaminasa tisular del tipo 2  (anti-TGt, anti-TG o TGt), de la clase IgA. En los niños menores de dos años y personas con déficit de IgA, se determinan los anticuerpos anti-transglutaminasa de la clase IgG y los anti-péptidos deaminados de gliadina de la clase IgG.
No obstante, una serología negativa (ausencia de anticuerpos en sangre) no permite excluir por sí sola, el diagnóstico de enfermedad celíaca.< Los anticuerpos anti-transglutaminasa fueron descubiertos en estudios clínicos realizados solo en bebés o niños muy pequeños con presentación clásica, cuando se pensaba que la celiaquía era una enfermedad de la infancia en la que siempre había malabsorción, diarreas crónicas y atrofia de las vellosidades. Se difundió y generalizó por todo el mundo su empleo con gran optimismo como método único para seleccionar los pacientes con sospecha de enfermedad celíaca y así evitar la realización de biopsias "innecesarias". A pesar de que años después se ha comprobado su escaso o nulo valor en la mayoría de los casos, puesto que las presentaciones clásicas son la minoría, y de que por lo tanto los hallazgos no son representativos ni extrapolables al total de los enfermos, la mayoría de profesionales continúa empleándolos como método de criba para "descartar" la enfermedad celíaca si son negativos y así evitar la realización de biopsias duodenales.

## Sensibilidad y especificidad
La sensibilidad es la probabilidad de que para un sujeto enfermo se obtenga un resultado positivo en una prueba diagnóstica.
La especificidad de una prueba es la probabilidad de que la prueba sea negativa si la enfermedad no está presente; los falsos positivos son sujetos sanos diagnosticados como enfermos.

## Utilidad diagnóstica
El primer paso ante la sospecha clínica de una enfermedad celíaca consiste en la realización mediante un análisis de sangre de la determinación de la presencia de los denominados “marcadores serológicos” de la enfermedad celíaca, que son los anticuerpos frente al gluten. Los empleados habitualmente son los anticuerpos anti-transglutaminasa tisular del tipo 2  (anti-TGt, anti-TG o TGt), de la clase IgA. Su determinación es sencilla, rápida y asequible, estando disponible por la mayor parte de laboratorios clínicos.
No obstante, existen muchos pacientes celíacos con serología negativa, especialmente frecuentes entre los adultos y niños mayores de 2 años con biopsia duodenal normal o con cambios mínimos, en los que el diagnóstico de enfermedad celíaca resulta difícil. Una serología negativa (ausencia de anticuerpos en sangre) no permite excluir por sí sola, el diagnóstico de enfermedad celíaca. Como se recoge en la del Protocolo de Diagnóstico Precoz de la Enfermedad Celíaca del Ministerio de Sanidad de España, tanto en la primera versión de 2008 como en la actualización de 2018 (páginas 49 y 65, respectivamente):

Los marcadores serológicos (anti-TG) (anticuerpos anti-transglutaminasa) resultan de elección para iniciar el despistaje de los pacientes con mayor probabilidad de presentar EC (enfermedad celíaca. Una serología negativa no permite excluir el diagnóstico de EC. De hecho, una proporción de pacientes con enfermedad celíaca, que presentan formas histológicas leves e incluso con atrofia de vellosidades, no expresan anticuerpos antitransglutaminasa en el suero.

Esto es aplicable tanto a niños como adultos, como se recoge en la página 66 del Protocolo de Diagnóstico Precoz de la Enfermedad Celíaca del Ministerio de Sanidad de España de 2018:

En pacientes pediátricos, ante una serología negativa, (...)  a pesar de este resultado, si el paciente cuenta con una elevada probabilidad clínica, especialmente en grupos de riesgo, sería conveniente derivar al pediatra gastroenterólogo.

En general, la determinación de los anticuerpos funciona peor en la práctica clínica diaria que en los estudios de investigación, que se han realizado mayoritariamente en niños con presentación clásica, por lo que los hallazgos no son representativos ni extrapolables al total de enfermos.
Se deben cuantificar los niveles séricos de IgA del paciente, ya que si presenta un déficit de IgA, hay que determinar los anticuerpos anti-transglutaminasa del tipo IgG y los anti-péptidos deaminados de gliadina del tipo IgG.
La deficiencia selectiva de IgA se presenta con una frecuencia 10 veces mayor en pacientes con enfermedad celíaca (1/40) que en población general (1/400).

## Tipos
Actualmente se dispone de varios marcadores serológicos: los anticuerpos anti-gliadina, anti-endomisio, anti-transglutaminasa y anti-péptidos deaminados de gliadina, listados por orden cronológico de descubrimiento.

### Anticuerpos anti-gliadina (AAG)
Son los más antiguos, ya que se vienen utilizando en clínica desde el año 1981. Están dirigidos frente a la gliadina (principal fracción tóxica del gluten).
Son los que tienen una menor sensibilidad y especificidad diagnósticas (en torno al 50 %), por lo que se han dejado de utilizar para el diagnóstico y seguimiento de la enfermedad celíaca en niños mayores de año y medio, adolescentes y adultos de cualquier edad.
Se siguen empleando únicamente en niños menores de 2 años, ya que los niveles de otros anticuerpos suelen ser negativos en dicho grupo de edad.

### Anticuerpos anti-endomisio (AEM)
Los anticuerpos antiendomisio de tipo IgA, son más específicos para detectar enfermedad celíaca; son autoanticuerpos inducidos por el gluten dirigidos contra proteínas de la matriz del tejido conectivo. Fueron los siguientes en aparecer, ya que se empezaron a emplear en clínica a partir de 1984. Los más informativos son los de la clase IgA.
Son muy similares a los anticuerpos anti-transglutaminasa tisular ya que miden el mismo sustrato, pero tienen el gran inconveniente de que solo se determinan mediante inmunofluorescencia indirecta, utilizando epitelio de esófago de mono, o cordón umbilical humano. Son bastante específicos, pero algo menos sensibles. La técnica es laboriosa y la interpretación subjetiva. Por todo ello, han quedado relegados de su uso rutinario en clínica y han sido ampliamente sustituidos por los anticuerpos anti-transglutaminasa.

### Anticuerpos anti-transglutaminasa tisular del tipo 2 (anti-TGt o TGt)
Utilizados desde 1997, fueron introducidos por Dieterich y colaboradores. Dirigidos contra la transglutaminasa tisular (TG-t), que es una enzima presente en diversos órganos y responsable de la desamidación de la gliadina.
Se valoran mediante enzimo-inmuno-análisis comercial (ELISA). Son más sensibles, pero menos específicos que los anti-endomisio. Los más informativos son los de la clase IgA. Han desplazado por completo a los anticuerpos anti-endomisio, debido a su sencillez de determinación y bajo coste, además de mostrar una utilidad clínica similar.
Sin embargo, su sensibilidad diagnóstica es muy variable, ya que su positividad guarda una relación lineal con la presencia y grado de atrofia vellositaria en la mucosa duodenal, por lo que es muy frecuente el hecho de encontrar casos de enfermedad celíaca con serología negativa (ausencia de anticuerpos en sangre), especialmente en adultos y niños mayores de 2 años, pues a partir de esta edad las formas con atrofia de vellosidades disminuyen notablemente, hasta hacerse casi excepcionales, ya que dominan de forma mayoritaria las formas puramente inflamatorias (con infiltración de linfocitos a nivel epitelial, o enteritis linfocítica), que son las se acompañan de niveles normales o bajos de anticuerpos en sangre.

Los anticuerpos anti-transglutaminasa y los anti-endomisio presentan en general una elevada sensibilidad y especificidad (cercanas al 90 %) en presencia de atrofia marcada de las vellosidades intestinales. Sin embargo, muestran ambos una notable disminución de la sensibilidad (del orden del 10-20 %) en casos de enfermedad celíaca con inflamación leve o moderada sin atrofia vellositaria, que son las presentaciones de la enfermedad habituales en niños mayores de 2 años y adultos.

Cada laboratorio clínico establece los límites de positividad en función de sus resultados y controles previos, pero recientes estudios demuestran que las diferentes casas comerciales señalan valores límites de sensibilidad diagnóstica para la TGt que resultan muy elevados, por lo general. Las recomendaciones actuales de expertos en enfermedad celíaca, son rebajar el umbral y, en la mayor parte de los casos, considerar positiva una discreta elevación de la TGt (por encima de 2-3 U/ml).
El laboratorio debe expresar los resultados con cifras numéricas indicando la clase de inmunoglobulina, siendo insuficiente informar “positivo” o “negativo”, desperdiciando el potencial informativo de la cifra numérica.

### Anticuerpos anti-péptidos deaminados de gliadina (anti-DGP)
Utilizados desde el año 2000. Son, por tanto, los que han llegado más recientemente a la clínica de la enfermedad celíaca. Están también dirigidos contra fragmentos de gluten, una vez han sido deaminados por el enzima transglutaminasa tisular a nivel del intestino.
Se determinan por técnica de ELISA comercial. Presentan una especificidad similar a los anti-TGt. Los más empleados son los de la clase IgG, que se determinan especialmente en niños menores de 18 meses y en pacientes con deficiencia de IgA. Los de la clase IgA parecen ser los más indicados para el seguimiento de los pacientes con dieta sin gluten.